# Argument periapside
Argument periapside (oznaka  ω) je v astronomiji in astrodinamiki eden izmed šestih elementov tira, ki določajo lego in hitrost nebesnega telesa. To je kot med smerjo proti dvižnemu vozlu (točka, kjer telo seka referenčno ravnino oziroma pri prehodu z juga na sever) in smerjo proti periapsidi (točka, kjer je telo najbliže osrednjemu telesu). Kot se meri v ravnini tirnice nebesnega telesa v smeri gibanja. Meri se v kotnih merskih enotah.
Kot referenčne ravnine so v odvisnosti od vrste nebesnega telesa primerne naslednje štiri:
- ravnina ekliptike za telesa sončnega sistema (planeti, asteroidi, kometi). V tem primeru je argument periapside enak kotu med smerjo proti pomladišču in smerjo proti periapsidni točki nebesnega telesa. (glej sliko)
- ravnina ekvatorja Zemlje za geocentične tirnice umetnih satelitov. Kot pričetek merjenja argumenta periapside se tudi tukaj vzame pomladišče. Kot se meri proti severu.
- Laplaceova ravnina za naravne satelite z zelo nagnjeno tirnico. Posebno je to uporabno pri naravnih satelitih plinskih velikanov: Jupiter, Saturn, Uran in Neptun. Argument periapside se meri vzdolž ravnine od izbrane smeri.
- tangencialna ravnina na nebesno sfero za zunajosončna telesa.

Namesto izraza »argument periapside« se za določene vrste tirnic uporabljajo tudi drugi izrazi:
- argument prisončja ali argument perihelija za tirnice nebesnih teles okoli Sonca
- argument prizemlja ali argument perigeja za tirnice okoli Zemlje (Luna in umetni sateliti)
- itd.

Argument periapside 0 ° pomeni, da bo telo na svoji poti najbliže osrednjemu telesu v trenutku prehoda presečišča referenčne ravnine in ravnine gibanja.
Argument periapside 90 ° pomeni, da telo doseže pri gibanju najvišjo severno točko, ko je osrednjemu telesu najbliže (periapsidna točka).
Vsota argumenta periapside in dolžine dvižnega vozla, nam da dolžino periapside.